# Ingolsheim
Ingolsheim (en alsacià Íngelse) és un municipi francès, situat a la regió del Gran Est, al departament del Baix Rin. L'any 1999 tenia 269 habitants. Limita amb Cleebourg, Hunspach, Riedseltz i Seebach.
Forma part del cantó de Wissembourg, del districte de Haguenau-Wissembourg i de la Comunitat de comunes del Pays de Wissembourg.

## Demografia
| 1962 | 1968 | 1975 | 1982 | 1990 | 1999 |
| ---- | ---- | ---- | ---- | ---- | ---- |
| 204  | 204  | 198  | 199  | 250  | 269  |

## Administració
| Període   | Identitat        | Partit |
| --------- | ---------------- | ------ |
| 1995-2001 | Charles Pflug    |        |
| 2001-2014 | Jeannot Nussbaum |        |
| 2014-2020 | Richard Frey     |        |